# Jens Martin George Bondesen
Jens Martin George Bondesen, född 9 juli 1812 i Lynge på Själland, död 22 april 1895 i Roskilde, var en dansk präst och psalmdiktare. Präst i Stillinge och kyrkoherde i Slagelse. Psalmförfattare representerad i danska Psalmebog for Kirke og Hjem. Under en period då han arbetade i Sorø bistod han teologen Peder Hjort med sammanställningen av Gamle og nye Psalmer, 1840. Dels översatte han sex psalmer från tyska och diktade också tre originalpsalmer. Till den andra utgåvan (1843) skrev han ytterligare två begravningspsalmer.

## Psalmer
- Jeg kommer, Herre, på dit ord, diktad 1840